# Josep Comes i Faus
Josep Comes i Faus (Castellciutat, Alt Urgell, 1901 - La Seu d'Urgell, Alt Urgell, 3 de maig de 1960) fou un organista i pedagog lleidatà. Fou un excel·lent intèrpret d'orgue i un gran improvisador que destacà com a compositor d'obres de caràcter religiós, com ara misses, rosaris o motets, entre d'altres.
En el vessant pedagògic, també va ser admirat pel tractament tant amb els companys com amb els alumnes per la seva cordialitat i senzillesa.

## Biografia
A l'edat dels onze anys, ingressà al Seminari de La Seu d'Urgell on estudià amb P. Enric Marfany. Això va ser gràcies al fet que des de molt jove va demostrar la seva gran capacitat i precocitat envers la seva relació amb la música.
Més endavant, de ser ordenat sacerdot, va rebre el càrrec d'organista a Santa Maria de Balaguer. Després de desenvolupar aquest càrrec rebre el mateix l'any 1931 al Santuari de Santa Maria de Núria. Durant el transcurs d'aquests oficis va poder perfeccionar els seus coneixements d'orgue gràcies al mestre Muset, professor d'orgue al Seminari Conciliar i titular de la catedral de Barcelona.
Quan la vida de P. Enric Marfany va finalitzar la seva plaça d'organista a La Seu d'Urgell va quedar lliure. Llavors va ser quan Josep Comes i Faus la va guanyar i ocupar fins al moment de la seva mort.

Escut de l'Alt Urgell